# النجيف (السياني)

تعديل مصدري - تعديل

النجيف هي إحدى قرى عزلة الدامغ بمديرية السياني التابعة لمحافظة إب، بلغ تعداد سكانها 884 نسمة حسب تعداد اليمن لعام 2004.